# Файзуллин, Дмитрий Эдуардович
Дмитрий Эдуардович Файзуллин (18 февраля 1991, СССР) — российский футболист, игрок в мини-футбол. Вратарь.

## Биография
Играл в «Норильском никеле» с 2007 года, а в первой команде с 2009 года. В сезоне 2010/11 он стал первым вратарём норильчан.
В мае 2010 года вратарь получил вызов в сборную России по мини-футболу на товарищеские матчи против сборной Японии. Дебютировал в национальной команде во второй встрече. В том же году вошёл в состав россиян на студенческий чемпионат мира. Сборная тогда стала серебряным призёром, а Файзуллин был признан лучшим вратарём турнира.

## Достижения
- Чемпион России по мини-футболу (1):  2014